# Ri Gvangil
Ri Gvangil (hangul: 리광일, handzsa: 李光一, RR: Ri Kwang-il; Phenjan, 1988. április 13. –) észak-koreai labdarúgó, az élvonalbeli 4.25 kapusa, előtte a Szobekszu (Sobaeksu)ban védett.
2009. nyarán két csapattársával (An Ilbom (An Il-bom) és Mjong Cshahjon (Myong Cha-hyon)) együtt Szerbiába, az FK Radnički Kragujevacba igazolt. Hat hónap alatt mindössze kétszer lépett pályára, városon belül kölcsönadták az FK Erdoglija Kragujevacnak a következő 6 hónapra.
2010 óta a tagja az észak-koreai labdarúgó-válogatottnak, a 2011-es Ázsia-kupa-keretnek is tagja volt, pályára nem lépett.